# Antonio La Scala
Antonio La Scala (Lucera, 30 aprile 1817 – Lucera, 25 aprile 1889) è stato un vescovo cattolico italiano.

## Biografia
Fu ordinato presbitero il 4 aprile 1840 e nominato vescovo di Gallipoli il 27 settembre 1852.
Fu vescovo di Gallipoli per soli sei anni; fu traslato alla sede di San Severo per motivi di salute e provvide al restauro della cattedrale, ornandola con ricchi arredi e oggetti sacri. Fu un prelato amato da tutta la popolazione, soprattutto per l'interesse verso i poveri e i disagiati (questo lo si può vedere già nel suo motto episcopale).
A San Severo indisse un sinodo diocesano. Fu padre conciliare del Concilio vaticano I.

## Genealogia episcopale
La genealogia episcopale è:
- Cardinale Scipione Rebiba
- Cardinale Giulio Antonio Santori
- Cardinale Girolamo Bernerio, O.P.
- Arcivescovo Galeazzo Sanvitale
- Cardinale Ludovico Ludovisi
- Cardinale Luigi Caetani
- Cardinale Ulderico Carpegna
- Cardinale Paluzzo Paluzzi Altieri degli Albertoni
- Papa Benedetto XIII
- Papa Benedetto XIV
- Cardinale Enrico Enriquez
- Arcivescovo Manuel Quintano Bonifaz
- Cardinale Francisco Antonio de Lorenzana y Butrón
- Cardinale Giuseppe Maria Spina
- Cardinale Luigi Amat di San Filippo e Sorso
- Vescovo Antonio La Scala